# مطار سوسيفا
مطار سوسيفا (بالإنجليزية: Suceava Airport) هو مطار يقع في رومانيا.

## إحصائيات
(حسب سنة 2014)
- الركاب: 219
- حركة الطيران: 34

## وصلات خارجية
- الموقع الإلكتروني